# Ensemble de clarinettes

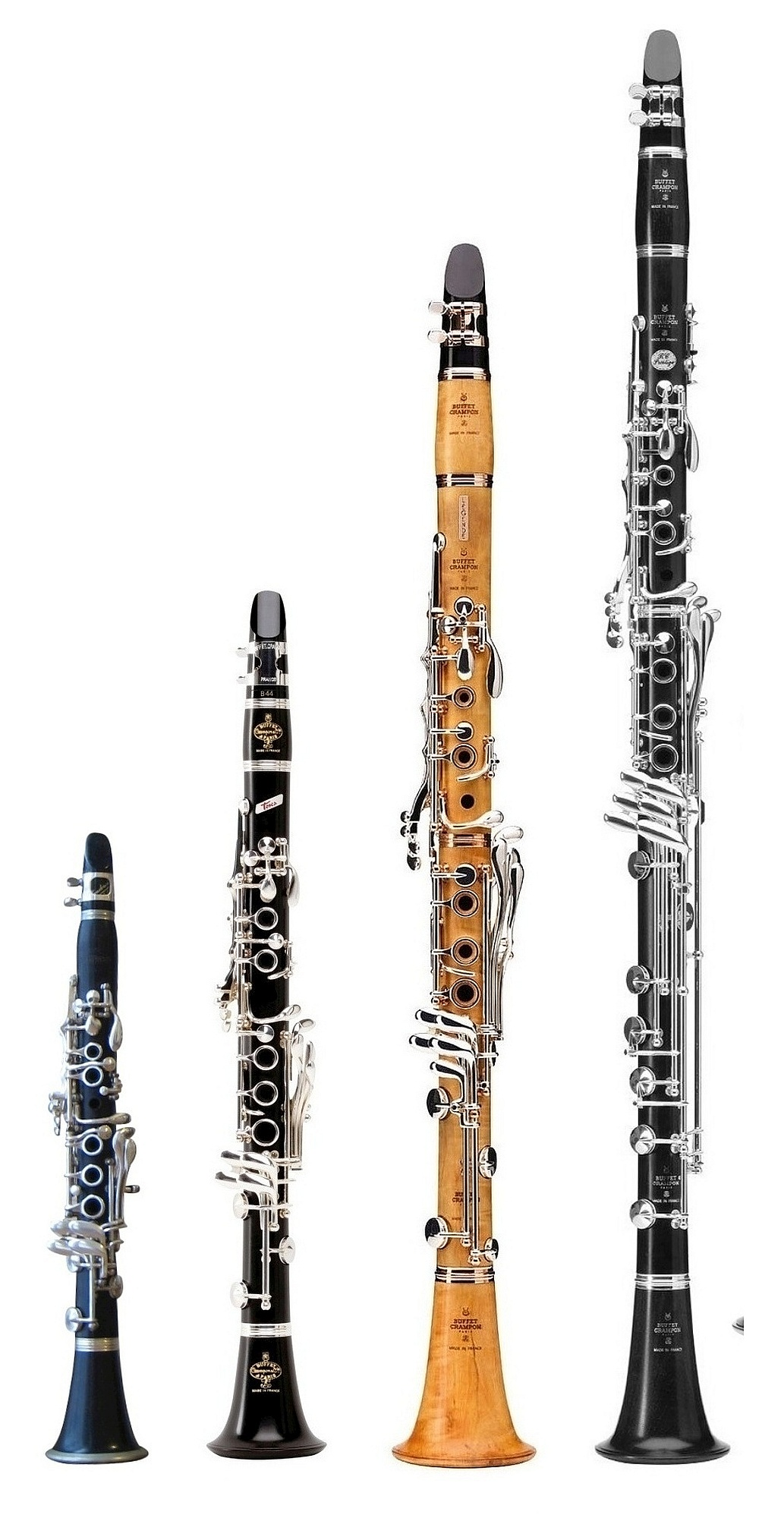
Petites clarinettes en la, en mi (ou ré), clarinette soprano en si (ou la) et clarinette de basset en si (ou la)

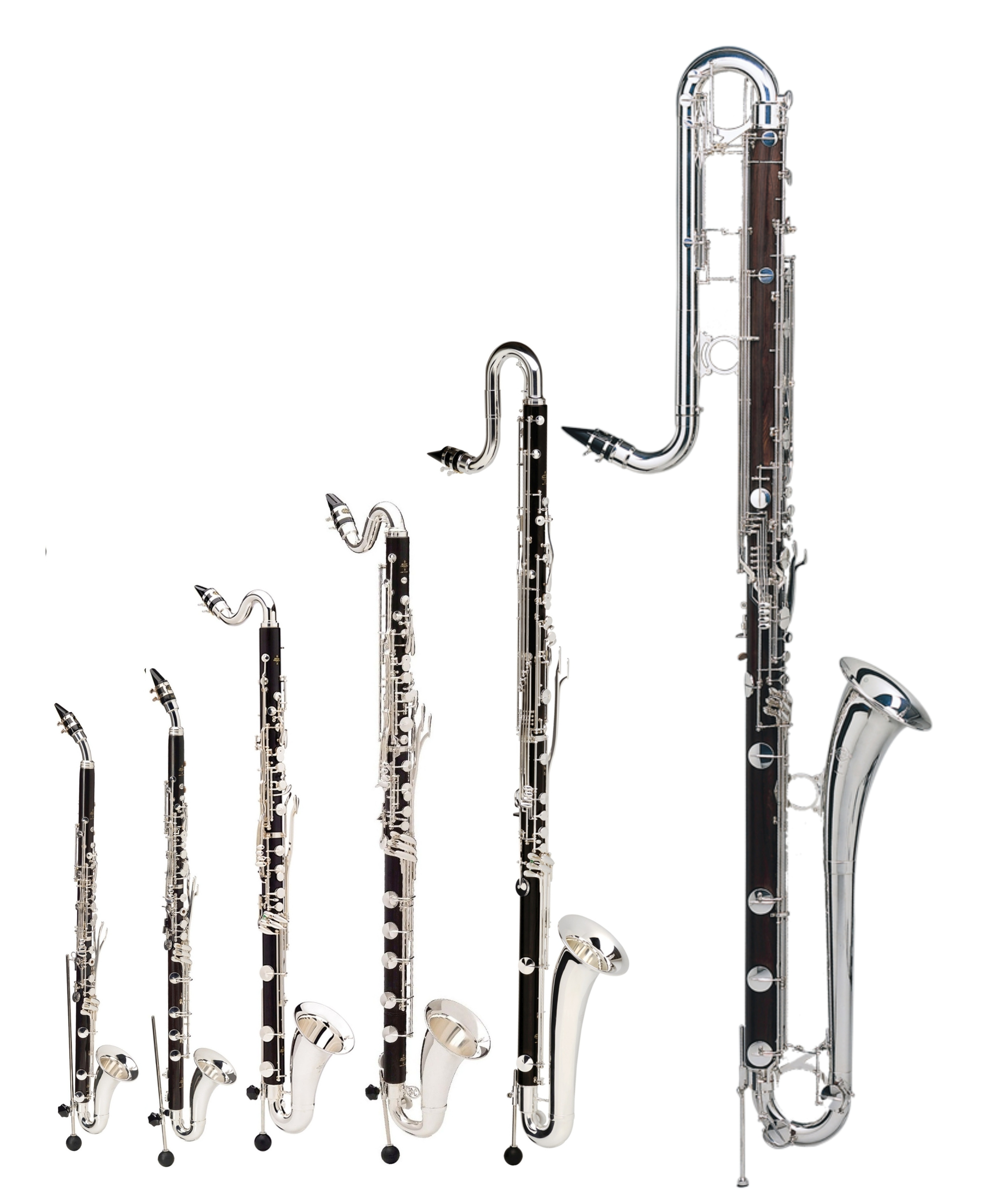
6 grandes clarinettes: clarinette alto, cor de basset, clarinette basse au mi bémol grave, clarinette basse à lut grave, clarinette contralto et
clarinette contrebasse (droite)

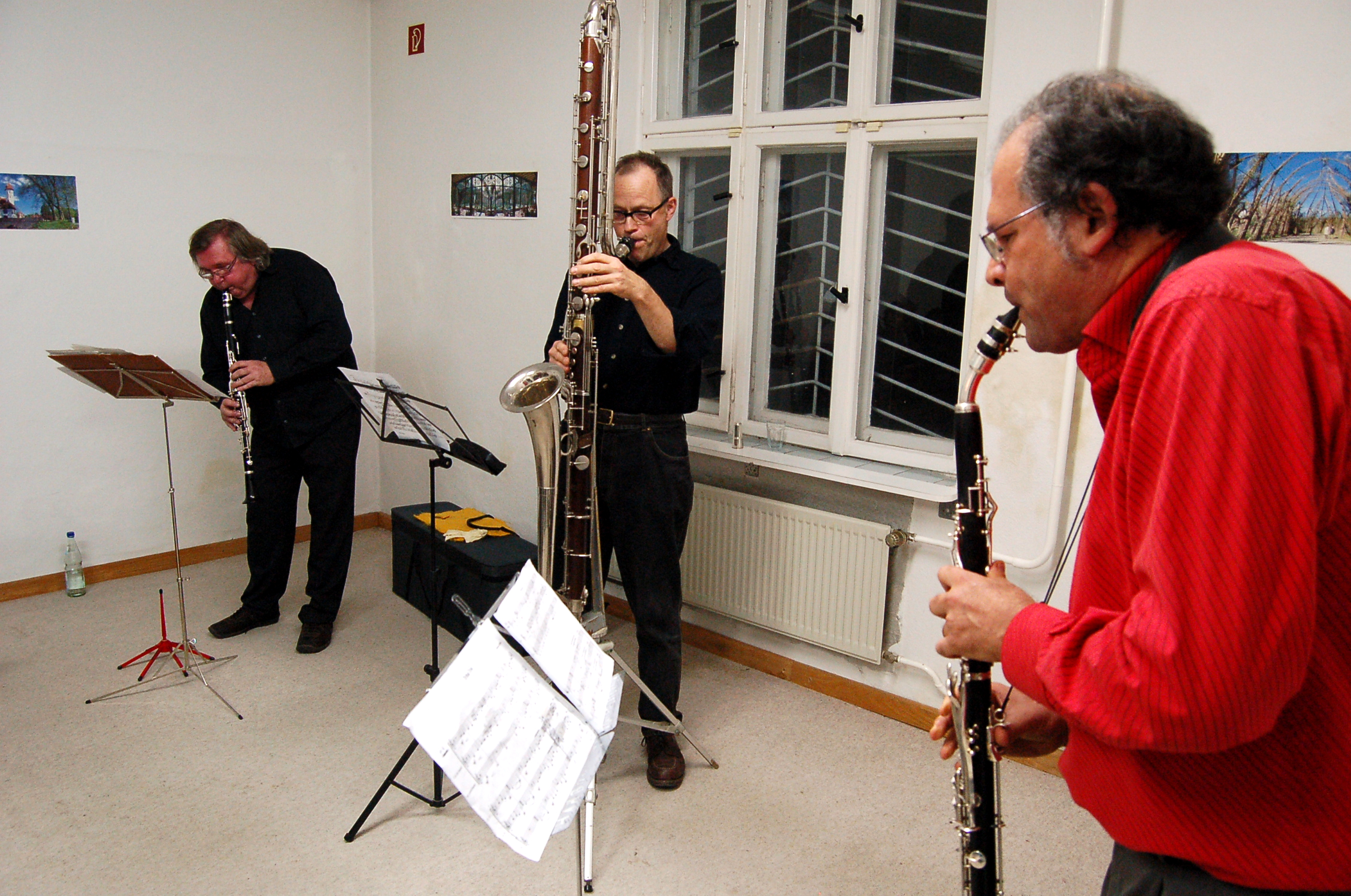
Divers instruments de la famille des clarinettes joués par le Tribal Clarinet Trio : à gauche, clarinette sol grave (Theo Jörgensmann), clarinette contrebasse (Ernst Ulrich Deuker) et à droite, cor de basset (Étienne Rolin)

Un ensemble de clarinettes (ou chœur de clarinettes) est un ensemble musical constitué de clarinettistes et peut être composé jusqu'à sept types différents de clarinettes: clarinette piccolo en la♭, petite clarinette en mi♭ (ou ré) , clarinette soprano en (do,) si♭ ou la, clarinette de basset en si♭ ou la, cor de basset en fa ou clarinette alto en mi♭, clarinette basse en si♭, clarinette contralto en mi♭, clarinette contrebasse en si♭.
(en) clarinet choir, 
(de) Klarinetten-Chor, 
(it) coro / ensemble di clarinetti,
(es) ensamble de clarinetes.
L'ensemble de clarinettes permet d'exploiter toute la palette sonore de la clarinette et son agilité. Il peut disposer d'une sonorité avec une grande  rondeur et une douceur unique et explorer des timbres plus acides, feutrés ou moqueurs.
Il existe des ensembles de clarinettes professionnels et amateurs.

## Répertoire
Le répertoire d'un ensemble de clarinettes couvre aussi bien des transcriptions d’œuvres classiques (du baroque au contemporain) que des adaptations de musiques de film, d'œuvres de jazz et klezmer en passant par des créations dédiées.
Les compositeurs comme Mozart (1786), Stadler, Družecký, et Jacques-Jules Bouffil, initièrent le répertoire des ensembles de clarinettes avec leurs œuvres pour deux ou trois cors de basset ou clarinettes.
La généralisation des outils de musique assistée par ordinateur facilite le travail d'arrangement musical (transposition notamment) dédié à la composition particulière de chaque ensemble de clarinettes.
Les éditeurs contemporains proposent également des arrangements dédiés pour les ensembles de clarinettes,.

## Enseignement
L’ensemble permet la pratique musicale collective, généralement à partir du niveau de fin de 2ème cycle.
Il peut être créé sur des bases de statut associatif ou dépendre d'un projet pédagogique d'une classe de clarinettes dans un conservatoire ou une école de musique.

## Composition
Les formes initiales d'ensembles de clarinettes sont les duos, trios, quatuors et quintettes de clarinettes comme en musique de chambre.
Par extension, une forme plus orchestrale étend le nombre d'instrumentistes (de 8 à 40 ou plus) et se compose en général de 3 voix de clarinettes soprano et de 2 à 3 voix de basse à l'instar d'un orchestre à cordes:
- Clarinette soprano 1
- Clarinette soprano 2
- Clarinette soprano 3
- Clarinette alto 1 et 2
- Clarinette basse 1 et 2
- (éventuellement Clarinette contrebasse (ou contralto))
- Chef d'orchestre

Les pupitres sont doublés ou triplés selon les effectifs de l'ensemble.
Pour le répertoire plus moderne, le nombre de voix peut être augmenté.
Les ensembles plus importants incluent d'autres clarinettes : petite clarinette en mi♭, grandes clarinettes contrebasse en si♭ ou contralto en mi♭; ce qui permet de renforcer l'effet sonore global et de disposer de basses profondes qui apportent une meilleure assise aux voix médium et aiguë. Plus le nombre de voix est étendu, plus le timbre rappelle celui des jeux d'anche d'un orgue.
Aux USA, Russell S. Howland (1908-1995), fervent promoteur des chœurs de clarinette, réalisait des arrangements pour l'ensemble du High Plains Music Camp avec sa vision de l'« instrumentation idéale »  pour:
- 10 1ères  clarinettes soprano en si♭[9]
- 10 2èmes clarinettes soprano en si♭
- 10 3èmes clarinettes soprano en si♭
- 10 clarinettes alto
- 8 clarinettes basse
- 8 clarinettes contrebasse (y compris cl. contralto en mi♭)

L'ensemble de clarinettes peut également accompagner un soliste (clarinette, voix , autre instrument: trompette, piano ... ).
L'ensemble de clarinettes se prête bien aux techniques d' overdub. Certains musiciens comme Nicolas Baldeyrou réalisent, seuls ou accompagnés, des vidéos ludiques, sophistiquées et de haute tenue musicale, très prisées sur internet,.
Avec l'arrêt des répétitions et des concerts à cause de la COVID-19 en 2020, beaucoup d'initiatives sont nées permettant de constituer des ensembles de clarinettes et de jouer à distance avec les nouvelles technologies.

## Histoire
Des ensembles de clarinettes incluant un grand nombre de clarinettes existent à l'intérieur des orchestres d'harmonie des musiques militaires depuis les années 1800 en Europe.
Gustave Poncelet (1844–1903), clarinettiste-saxophoniste belge, est réputé avoir créé le premier ensemble de clarinettes (cet ensemble atteignait 27 instrumentistes) au Conservatoire royal de Bruxelles à la  fin du XIXe siècle.
Simeon Bellison, clarinettiste du New York Philharmonic Orchestra, crée un chœur de clarinettes (incluant des femmes) aux États-Unis ; de huit membres au départ, la taille du groupe est passée à 75 membres en 1948.

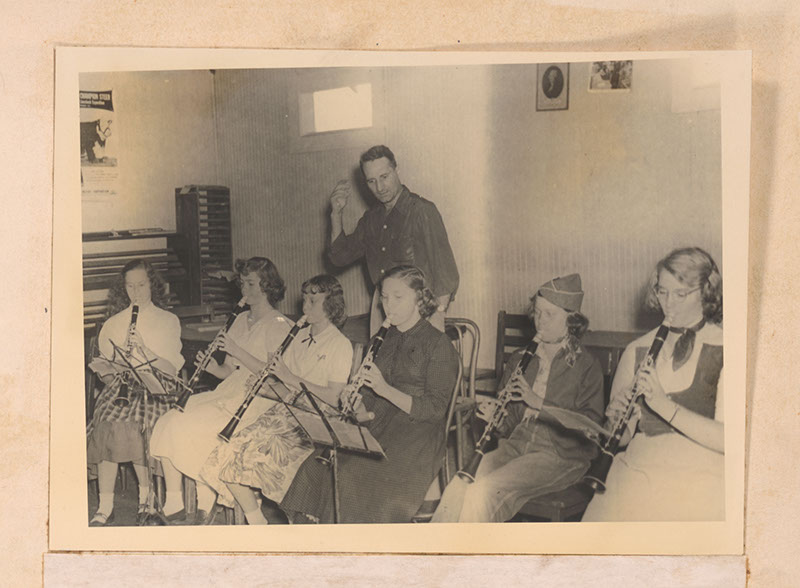
Screven County High School band (1951)

Depuis les années 1950 et avec la diffusion d'un répertoire adapté, les ensembles de clarinettes se développent partout dans le monde,.
Certains facteurs d'instruments participent comme mécène aux développements de ces ensembles, notamment Leblanc USA qui a organisé leur développement dans les lycées et les universités américaines dans les années 1950,:

« Chaque nuance de lumière et d'ombre, de l'obscurité et de la profondeur des sonorités les plus graves des clarinettes contrebasse à l'éclat étincelant du registre altissimo des clarinettes soprano, peut être utilisée avec la même facilité par un arrangeur ou un compositeur »

— (en) « The Complet Clarinet Family. », The Leblanc Bandsman,‎ février 1955, p. 6 (ISSN 2690-5051).
Le 26 juillet 2019, lors du ClarinetFest 2019, trois cent soixante-sept membres de l'International Clarinet Association se sont réunis à l'Université du Tennessee pour former le plus grand chœur de clarinettes du monde.

## Ensembles remarquables
De nombreuses formes d'ensemble de clarinettes co-existent guidés par la passion de la musique et de la clarinette.

### En France
En France, on notera, entre autres:
- Ensemble de clarinettes de Paris: style académique, issu notamment de musiciens de la Garde Républicaine[20].
- Les bons becs: style cabaret avec des mises en scène élaborées de Caroline Loeb[21].
- Quatuor Vendôme : avec Franck Amet, Nicolas Baldeyrou, Alexandre Chabod, Julien Chabod[22]. Ce quatuor est dédicataire de créations de compositeurs contemporains: Nicolas Bacri / Sonata a quattro, Karol Beffa /  Feux d’artifice (Fireworks), Thierry Escaich / Ground IV (Passacaille IV), Guillaume Connesson / Prelude and funk, Bruno Mantovani / Face à Face.
- Choeur de clarinettes de Versailles, dirigé par Philippe Cuper[23].
- Quintet Clarinettes: musique bretonne avec Michel Aumont, clarinettes; Dominique Jouve, clarinette, treujenn-goal; Dominique Le Bozec, clarinette; Erik Marchand, clarinette, treujenn goal; Bernard Subert, clarinette[24].
- Souffle d’ébène, ensemble ouvert aux clarinettistes de l’École de Musique Agréée à Rayonnement Intercommunal, du Conservatoire à Rayonnement Régional de Metz, des écoles de musique du département, à partir du niveau 3ème cycle ainsi qu’à leurs professeurs.
- Choeur de clarinette de Colmar
- Ensemble Denner Sannois [25].
- Ensemble Ebonata [26].
- Clari'Océan [27].
- Claryvelines [28].

### En Belgique
- IMEP Namur Clarinet Choir, dirigé par Jean-Luc Votano[29].

### En Espagne
- "Gran Ensamble de Clarinetes", dirigé par Jose Franch-Ballester[30].
- "MAD4CLARINETS", composé de Josep Arnau, Pablo Fernández, Justo Sanz et Salvador Salvador.

### En Grande Bretagne
- Edinburgh University clarinet choir [31].
- British clarinet ensemble [32].
- South Wales clarinet choir [33].

### Au Portugal
- Quatuor Vintage, composé d’Iva Barbosa, João Moreira, José Eduardo Gomes et Ricardo Alves.

### En Tchéquie

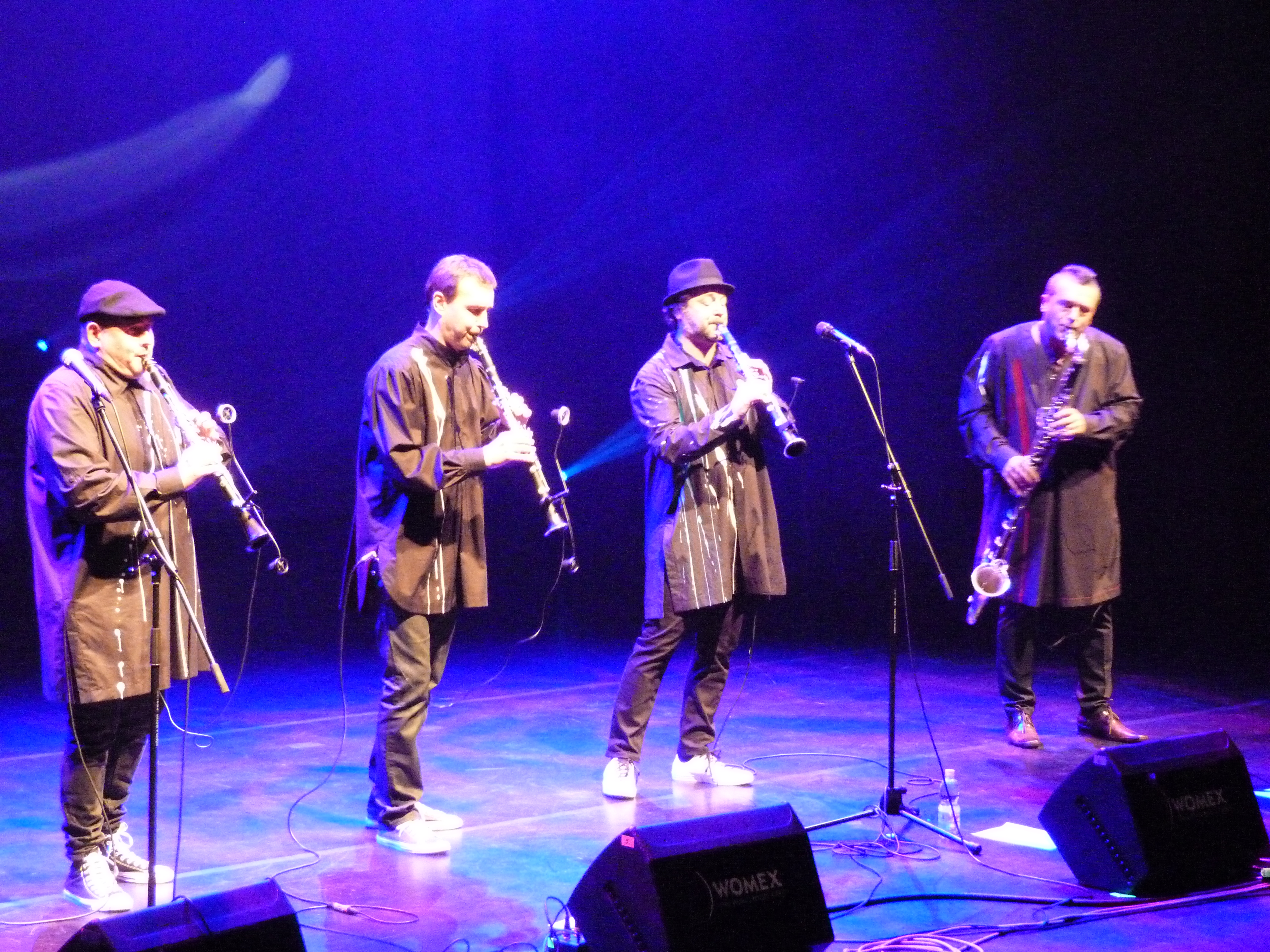
Clarinet Factory, en live le 24 octobre 2015 au WOMEX 15, à Budapest (Hongrie).

- Clarinet Factory, quatuor[34].

### En Colombie
- "Cuarteto de Clarinetes de Bogotá", créé en 2015. Il ambitionne de commander et jouer des œuvres originales de compositeurs de Colombie et d'Amérique latine.

### Aux USA
Il existe de nombreux chœurs de clarinettes présents dans les High schools et les universités américaines.
- Clarinet Fusion, un chœur de clarinettes sans chef d'orchestre de la région de la baie de San Francisco[35].
- Tennessee Tech University Clarinet Ensemble[36].
- Chicago Clarinet Ensemble[37].
- Silverwood clarinet choir [38].
- Northwest clarinet choir [39].

### Au Japon
- Clarinet ensemble of the Japan Clarinet Association.
- Ensemble Infinity[40] - sans chef d'orchestre.

### En Chine
- PLA Band of China, ensemble militaire[41].

## Œuvres de référence

### Ensemble de plusieurs clarinettes
Le développement contemporain des ensembles de clarinettes et les facteurs d'instruments ont incité les compositeurs à écrire spécifiquement pour cette formation dotée de différentes clarinettes et pallier le manque de répertoire adapté: 
- Florent Schmitt, Sextuor op. 128, (s.d.) : pour clarinettes
- Clare Grundman, Bagatelle (1950, Boosey & Hawkes): pour 4 clarinettes en sib.
- Steve Reich, New York Counterpoint, (1985): pour clarinettiste soliste concertant et bande magnétique constituée d'enregistrements de dix clarinettistes[42]. Elle est également fréquemment interprétée par des ensembles de onze clarinettistes en concert.
- Gavin Bryars, Three elegies for nine clarinets, (1993): dédié au clarinettiste Roger Heaton.
- Glyn Perrin, like he never was (1993): for 4 clarinets and sample.
- Alexis Ciesla, 
  - Klezmer suite, (2004): pour ensemble de clarinettes.
  - Concerto for clarinets, (2011, éditeur Advance Music – Schott): Ce concerto est écrit pour ensemble de clarinettes et clarinette solo. Il se présente sous la forme d’une suite de danses mettant en valeur l’un des instruments de la famille des clarinettes dans chacun des quatre mouvements: clarinette sib / Fantasia (premier mouvement), clarinette basse / Habanera (second mouvement), cor de basset / Scherzo (troisième mouvement), petite clarinette mib / Tarentella (dernier mouvement). Il est dédié au clarinettiste François Sauzeau et à l'ensemble de clarinettes de Voiron.
- Michele Mangani, Spirit of the freedom (2011), pour chœur de clarinettes.

### Duos
Le répertoire de la clarinette dispose de nombreux duos écrits spécifiquement pour clarinettes, souvent utilisés à des fins pédagogiques.
On citera:
- W.A. Mozart (1756-1791), 
  - 12 Duets, K. 487: pour cors de basset, possiblement pour cors.
  - (6 Duette für 2 Clarinetten, op. 70 (1800): initialement pour violons?.)
- Felix Mendelssohn (1809-1847), 
  - Konzertstück n°1 op. 113 (1833): pour clarinette, cor de basset et orchestre (ou piano).
  - Konzertstück n°2 op. 114 (1833): pour clarinette, cor de basset et orchestre (ou piano).
- Ernesto Cavallini (1807-1874), 
  - Trois duos pour clarinettes (1836), dédiés à son frère Pompeo Cavallini.
  - Trois duos pour clarinettes (1845/46), dédiés à Edward Berti.
  - Six grand duos (1849), dédiés au compositeur Saverio Mercadante.
- Hyacinthe Klosé (1808-1880), 
  - Trois duos concertants.
  - Quinze grands duos dans la Méthode complète de clarinette - 2ème volume (éditions Alphonse Leduc).